# Yeonggwang FC
Yeonggwang FC ist ein Fußballfranchise aus Yeonggwang in Südkorea. Der Verein spielt aktuell in der K5 League, der sechsthöchsten Spielklasse Südkoreas.

## Geschichte

### Gründung
Gegründet wurde der Verein im Januar 2010. Erster Trainer des Vereins wurde Lee Tae-yeob.

### Erste Spielzeiten (2010–2013)
Da der Verein sich im Januar gegründet hatte und die Saison zwei Monate später schon anfing, konnte der Verein kein gutes Team aufstellten. In ihrer ersten Saison wurden sie letzter in ihrer Gruppe. Sie beendeten die Saison mit gerade einmal 5 Punkten und konnten sich somit auch nicht für den Pokal qualifizieren. In ihrer zweiten Saison lief es trotz längerer Vorbereitungsphase nicht besser. Sie wurden diesmal Vorletzter. Auch diesmal konnte sich der Verein nicht für den Pokal qualifizieren. Ihre dritte Saison verlief aber deutlich besser. Sie beendeten die Saison auf einen überraschenden 4. Platz in ihrer Gruppe. 2013 konnten sie wieder in ihrer Gruppe den 4. Platz erreichen.

### K3 League-Mittelmäßigkeit (2014–2016)
2014 verlief dann nicht mehr so gut, wie vorher. Diesmal konnten sie nur den 6. Platz erreichen. 2015 erreichte Yeonggwang FC wieder nur den 7. Platz. Die letzte Saison wurde eine Katastrophe für den Verein. Sie holten nur 8 Punkte aus 19 Spielen und stiegen in die neugegründete K3 League Basic ab. Der Verein sollte somit 2017 in der neugegründeten K3 League Basic antreten. Im Januar 2017 erklärte allerdings der Verein, diese Saison nicht an der K3 League teilnehmen zu wollen, daher zog man die Mannschaft aus der K3 League Basic 2017 zurück.

### Gegenwart (Seit 2017)
Der Verein trat aus der K3 League aus und lief in der neugegründeten K7 League stattdessen auf. Der Verein stieg auf Anhieb in die neugegründete K6 League auf. Auch in der folge Saison schaffte man den erneuten Aufstieg in die neugegründete K5 League.

### Historie-Übersicht
| Saison | Liga      | Kl. | Vereine | Spiele | Pl. | S | U | N  | Tore  | Pkt. | KFA Cup            | K3-League-Play-Off | Trainer      |
| 2010   | K3 League | 4   | 9       | 25     | 9.  | 1 | 2 | 22 | 23:66 | 5    | Nicht Qualifiziert | -                  | Lee Tae-yeob |
| 2011   | K3 League | 4   | 8       | 22     | 7.  | 4 | 3 | 15 | 26:51 | 15   | Nicht Qualifiziert | -                  | Lee Tae-yeob |
| 2012   | K3 League | 4   | 9       | 25     | 4.  | 9 | 5 | 11 | 45:38 | 32   | Nicht Qualifiziert | -                  | Lee Tae-yeob |
| 2013   | K3 League | 4   | 9       | 16     | 4.  | 5 | 4 | 7  | 31:26 | 19   | 2. Hauptrunde      | -                  | Lee Tae-yeob |
| 2014   | K3 League | 4   | 9       | 25     | 6.  | 8 | 5 | 12 | 31:37 | 29   | 1. Hauptrunde      | -                  | Lee Tae-yeob |
| 2015   | K3 League | 4   | 9       | 25     | 7.  | 6 | 4 | 15 | 37:42 | 22   | 1. Hauptrunde      | -                  | Lee Tae-yeob |
| 2016   | K3 League | 4   | 20      | 19     | 18. | 2 | 2 | 15 | 16:53 | 8    | 2. Hauptrunde      | Nicht Qualifiziert | Lee Tae-yeob |
| 2017   | K7 League | 6   | 6       | 5      | ?   | ? | ? | ?  | ?     | ?    | Nicht Qualifiziert | -                  | n. b.        |
| 2018   | K6 League | 6   | 6       | 5      | ?   | ? | ? | ?  | ?     | ?    | Nicht Qualifiziert | -                  | n. b.        |
| 2019   | K5 League | 6   | 7       | 6      | 5.  | 2 | 0 | 4  | 8:21  | 6    | Nicht Qualifiziert | Nicht Qualifiziert | n. b.        |

| Legende                 | Legende | Legende | Legende | Legende | Legende | Legende | Legende | Legende |
| ----------------------- | ------- | ------- | ------- | ------- | ------- | ------- | ------- | ------- |
| Abstieg zum Saisonende  |         |         |         |         |         |         |         |         |
| Aufstieg zum Saisonende |         |         |         |         |         |         |         |         |

## Stadion
| Stadion | Name                | Eigentümer                 | Eröffnung | Nutzungszeitraum | Nutzungszeitraum |
| Stadion | Name                | Eigentümer                 | Eröffnung | Von              | Bis              |
| ------- | ------------------- | -------------------------- | --------- | ---------------- | ---------------- |
|         | Yeonggwang-Sportium | Stadtverwaltung Yeonggwang | 2007      | 2010             | Bis jetzt        |